# Симпсон, Кортландт Джеймс Уор
Комма́ндер Кортландт Джеймс Уор «Джим» Симпсон (англ. Cortlandt James Woore «Jim» Simpson; 2 сентября 1911, Уэстборн, Западный Суссекс — 9 мая 2002, Кингсбридж, Девон) — офицер ВМС Великобритании и полярный исследователь.

## Личная жизнь
Джеймс был единственным сыном в семье военных моряков, кроме трёх дочерей.
Отец, Кортландт Херберт Симпсон (1856–1943), был капитаном на HMS Mullett(англ.) и других кораблях, а позже контр-адмиралом ВМС Великобритании.
Дед Джеймса по отцу, Кортландт Симпсон, также служил на флоте и был адмиралом.
Мать, Эдит Октавия (в девичестве Басби), уроженка Сиднея, происходит из семьи одного из основателей(англ.) виноделия в Австралии.

## Карьера
Ходил в приготовительную школу Св. Ронана(англ.) в г. Уортинг, Западный Суссекс. В возрасте 13-ти лет поступил в военно-морской колледж "Британия"(англ.) в Дартмуте и спустя 4 года начал службу морским кадетом.

### Военная служба
В качестве младшего офицера служил на линкоре HMS Revenge и HMS Nelson, на линейном крейсере HMS Hood и эсминце HMS Boadicea(англ.). Получив звание лейтенанта в 1934, и, узнав, что флот собирается сократить списки младшего командного состава, Джеймс ушел в отставку и поступил в Лондонский университет, где получил степень бакалавра электротехники.
Вернулся на флот в 1939 году, награждён в 1945, окончательно вышел в отставку в 1961.

### Полярные исследования
Возглавлял британскую экспедицию в Гренландию в 1952—1954 годах.